# Jażdżówki
Jażdżówki – kolonia w Polsce, w województwie warmińsko-mazurskim, w powiecie iławskim, w gminie Iława.
Do 2023 miejscowość była częścią wsi Tynwałd.
W latach 1975–1998 Jażdżówki należały administracyjnie do województwa olsztyńskiego.
Nazwa Jażdżówki (niem. Jadziowken, Jasdzowken) była używana już w XIX wieku.

## Turystyka
Osada jest atrakcyjnie położona na brzegu jeziora Jeziorak, na półwyspie leżącym naprzeciwko malowniczej zatoki Widłągi.
Do 2007 roku istniał tu ośrodek wypoczynkowy z przystanią jachtową i polem namiotowym. Obecnie (2010), ośrodek wypoczynkowy nie istnieje (budynek został wyburzony).
Kilkaset metrów od brzegu powstał Dom Biesiadny z hotelem.